# Can Colom (Sant Pere Pescador)
Can Colom és una casa de Sant Pere Pescador (Alt Empordà) inclosa a l'Inventari del Patrimoni Arquitectònic de Catalunya.

## Descripció
Situat al nord del nucli urbà de la població de Sant Pere Pescador, al tram inicial del carrer de Sant Sebastià, venint per la carretera GIV-6216.
Edifici de planta rectangular, format per tres cossos adossats, amb un gran jardí. L'edifici principal, de tres crugies perpendiculars a la façana, presenta la coberta de tres vessants, amb un altell sobrealçat al centre, el qual té teulada de dues aigües. La resta de l'edifici està distribuït en dues plantes. La façana presenta dos portals d'arc rebaixa a la planta baixa, el principal amb l'emmarcament d'obra i l'altre transformat en finestra. Al pis destaca un balcó exempt amb barana de ferro. L'altell té tres finestrals d'arc de mig punt, els laterals amb balustrada. A la part superior presenta un rellotge de sol pintat al parament, amb el nom de la casa i l'any 1918. El coronament de l'edifici és esglaonat. Els dos cossos laterals estan distribuïts en una sola planta, amb terrassa al pis delimitada per balustrades.
La construcció està arrebossada i pintada de color groc. Hi ha altres construccions annexes dins de la finca.